# Chaumont-d'Anjou
Pour les articles homonymes, voir Chaumont.
Chaumont-d'Anjou est une ancienne commune française située dans le département de Maine-et-Loire, en région Pays de la Loire, devenue le 1er janvier 2016, une commune déléguée de la commune nouvelle de Jarzé-Villages.

## Géographie
Commune angevine du Baugeois, Chaumont-d'Anjou se situe au nord de Lué-en-Baugeois, sur les routes D 137, Fontaine Milon, et D 82, Bauné - Jarzé, à proximité des autoroutes A11 (Angers - Le Mans) et A85 (Tours).
Son territoire se situe sur l'unité paysagère du Plateau du Baugeois.

## Toponymie
Les anciennes mentions de la localité sont de Calido monte v. 1050, de Calvo Monte 1082-1102, Chaumont 1757, 1850, Chaumont-d'Anjou 1921, fait partie de la nouvelle commune Jarzé-Villages  2016.

## Histoire
Pendant la Première Guerre mondiale, 12 habitants perdent la vie. Lors de la Seconde Guerre mondiale, aucun habitant n'est tué.

## Politique et administration

### Administration municipale

#### Administration actuelle
Depuis le 1er janvier 2016, Chaumont-d'Anjou constitue une commune déléguée au sein de la commune nouvelle de Jarzé Villages et dispose d'un maire délégué.
| Période      | Période  | Identité              | Étiquette | Qualité                                                           |
| ------------ | -------- | --------------------- | --------- | ----------------------------------------------------------------- |
| janvier 2016 | en cours | Jean-Pierre Beaudoin, |           | Exploitant agricole, suppléant de la Députée LREM Anne-Laure Blin |

#### Administration ancienne
| Période                                  | Période       | Identité             | Étiquette | Qualité             |
| ---------------------------------------- | ------------- | -------------------- | --------- | ------------------- |
| Les données manquantes sont à compléter. |               |                      |           |                     |
| 1995                                     | 2001          | Jean Levêque         |           | Retraité            |
| mars 2001                                | décembre 2015 | Jean-Pierre Beaudoin |           | Exploitant agricole |

### Ancienne situation administrative
Jusqu'en 2015 la commune est membre de la communauté de communes du Loir, elle-même membre du syndicat mixte Pays Loire-Angers. La commune nouvelle de Jarzé Villages se substitue le 1er janvier 2016 aux anciennes communes dans les intercommunalités dont elles étaient membres.

## Population et société

### Démographie

#### Évolution démographique
L'évolution du nombre d'habitants est connue à travers les recensements de la population effectués dans la commune depuis 1793. À partir du 1er janvier 2009, les populations légales des communes sont publiées annuellement dans le cadre d'un recensement qui repose désormais sur une collecte d'information annuelle, concernant successivement tous les territoires communaux au cours d'une période de cinq ans. 
Pour les communes de moins de 10 000 habitants, une enquête de recensement portant sur toute la population est réalisée tous les cinq ans, les populations légales des années intermédiaires étant quant à elles estimées par interpolation ou extrapolation. Pour la commune, le premier recensement exhaustif entrant dans le cadre du nouveau dispositif a été réalisé en 2005,.
En 2013, la commune comptait 282 habitants, en évolution de −6 % par rapport à 2008 (Maine-et-Loire : +3,3 %, France hors Mayotte : +2,49 %).
| 1793 | 1800 | 1806 | 1821 | 1831 | 1836 | 1841 | 1846 | 1851 |
| ---- | ---- | ---- | ---- | ---- | ---- | ---- | ---- | ---- |
| 442  | 410  | 405  | 383  | 430  | 407  | 422  | 419  | 384  |

| 1856 | 1861 | 1866 | 1872 | 1876 | 1881 | 1886 | 1891 | 1896 |
| ---- | ---- | ---- | ---- | ---- | ---- | ---- | ---- | ---- |
| 404  | 401  | 397  | 361  | 371  | 355  | 381  | 382  | 362  |

| 1901 | 1906 | 1911 | 1921 | 1926 | 1931 | 1936 | 1946 | 1954 |
| ---- | ---- | ---- | ---- | ---- | ---- | ---- | ---- | ---- |
| 341  | 355  | 347  | 326  | 305  | 302  | 311  | 281  | 291  |

| 1962 | 1968 | 1975 | 1982 | 1990 | 1999 | 2005 | 2010 | 2013 |
| ---- | ---- | ---- | ---- | ---- | ---- | ---- | ---- | ---- |
| 254  | 259  | 226  | 207  | 261  | 252  | 306  | 289  | 282  |

#### Pyramide des âges
La population de la commune est relativement jeune. Le taux de personnes d'un âge supérieur à 60 ans (16,7 %) est en effet inférieur au taux national (21,8 %) et au taux départemental (21,4 %).
À l'instar des répartitions nationale et départementale, la population féminine de la commune est supérieure à la population masculine. Le taux (54,2 %) est supérieur de plus de deux points au taux national (51,9 %).
La répartition de la population de la commune par tranches d'âge est, en 2008, la suivante :
- 45,8 % d’hommes (0 à 14 ans = 20,7 %, 15 à 29 ans = 11,4 %, 30 à 44 ans = 29,3 %, 45 à 59 ans = 22,1 %, plus de 60 ans = 16,5 %) ;
- 54,2 % de femmes (0 à 14 ans = 29,5 %, 15 à 29 ans = 16,9 %, 30 à 44 ans = 21,1 %, 45 à 59 ans = 15,7 %, plus de 60 ans = 16,8 %).

| Hommes | Classe d’âge | Femmes |
| ------ | ------------ | ------ |
| 0,7    | 90 ans ou +  | 0,0    |
| 7,9    | 75 à 89 ans  | 10,8   |
| 7,9    | 60 à 74 ans  | 6,0    |
| 22,1   | 45 à 59 ans  | 15,7   |
| 29,3   | 30 à 44 ans  | 21,1   |
| 11,4   | 15 à 29 ans  | 16,9   |
| 20,7   | 0 à 14 ans   | 29,5   |

| Hommes | Classe d’âge | Femmes |
| ------ | ------------ | ------ |
| 0,4    | 90 ans ou +  | 1,1    |
| 6,3    | 75 à 89 ans  | 9,5    |
| 12,1   | 60 à 74 ans  | 13,1   |
| 20,0   | 45 à 59 ans  | 19,4   |
| 20,3   | 30 à 44 ans  | 19,3   |
| 20,2   | 15 à 29 ans  | 18,9   |
| 20,7   | 0 à 14 ans   | 18,7   |

## Économie
Sur 27 établissements présents sur la commune à fin 2010, 44 % relevaient du secteur de l'agriculture (pour une moyenne de 17 % sur le département), 4 % du secteur de l'industrie, 4 % du secteur de la construction, 41 % de celui du commerce et des services et 7 % du secteur de l'administration et de la santé.

## Culture locale et patrimoine

### Lieux et monuments
- Abbaye de Chaloché
- Château du Rouvoltz
- Château de Vaux